# Ligand
U koordinacionoj hemiji, ligand je jon ili molekul koji se vezuje za centralni atom metala i formira koordinacioni kompleks. Formiranje veze između metala i liganda se generalno sastoji od doniranja jednog ili više elektronskih parova liganda. Priroda vezivanja metala i liganda može da bude u različitom delu opsega koji ide od kovalentne do jonske veze. Red veze metala i liganda može da bude od jedan do tri. Ligandi se mogu smatrati Luisovim bazama, mada je u retkim slučajevima mogu da poprime suprotnu ulogu.
Metali i metaloidi su vezani za ligande u virtualno svim okolnostima. Gasoviti "goli" metalni joni se mogu formirati samo u visokom vakuumu. Ligandi u kompleksu diktiraju reaktivnost centralnog atoma. Oni u znatnoj meri uslovljavaju brzinu supstitucije liganda, reaktivnost i redoks. Izbor liganda je kritična odluka u mnogim oblastima hemije, kao što su bioneorganska i medicinska hemija, homogena kataliza, i hemija životne sredine.
Ligandi se mogu klasifikovati na više načina koristeći: njihov naboj, njihovu veličinu, identitet koordinacinog atoma, i broj elektrona koji doniraju oni metalu. Veličina liganda se izražava konusnim uglom.